# 梵净山凤仙花
梵净山凤仙花（学名：Impatiens fanjingshanica）为凤仙花科凤仙花属下的一个种。

## 扩展阅读
維基物種上的相關：梵净山凤仙花